# Мадагаскар на летних Олимпийских играх 2008
Мадагаскар принимала участие в Летних Олимпийских играх 2008 года в Пекине (Китай) в десятый раз за свою историю, но не завоевала ни одной медали. Сборную страны представляли 2 женщины.